# Forst (Gerhardshofen)
Forst ([fɔʁst] ) ist ein Gemeindeteil der Gemeinde Gerhardshofen im Landkreis Neustadt an der Aisch-Bad Windsheim (Mittelfranken, Bayern). Forst liegt in der Gemarkung Gerhardshofen.

## Geografie
Das Kirchdorf liegt am östlichen Ufer der Aisch. Im Süden liegt das Flurgebiet Auf der Höhe. Forst wird von der Bundesstraße 470 tangiert, die nach Gerhardshofen (0,7 km nordöstlich) bzw. nach Diespeck (5,5 km südwestlich) führt. Eine Gemeindeverbindungsstraße führt zur Vahlenmühle (0,8 km südlich).

## Geschichte
Der Ort wurde 1361/64 als „Forst“ im burggräflichen Urbar erstmals urkundlich erwähnt. Die Filialkirche St. Katharina wurde im 14. Jahrhundert errichtet. Im Dreißigjährigen Krieg wurde Forst 1632 geplündert und gebrandschatzt.
Gegen Ende des 18. Jahrhunderts gab es in Forst 13 Anwesen. Das Hochgericht und die Dorf- und Gemeindeherrschaft übte das brandenburg-bayreuthische Kasten- und Jurisdiktionsamt Dachsbach aus. Alle Anwesen hatten das Fürstentum Bayreuth als Grundherrn (Kasten- und Jurisdiktionsamt Dachsbach: 1 Halbhof, 1 Viertelhof, 2 Achtelhöfe, 1 Mühle, 1 Höflein, 1 Schmiede, 3 Güter, 1 Gütlein; Klosteramt Birkenfeld: 2 Widemgüter).
Von 1797 bis 1810 unterstand der Ort dem Justizamt Dachsbach und Kammeramt Neustadt. Im Rahmen des Gemeindeedikts wurde Forst dem 1811 gebildeten Steuerdistrikt Dachsbach und der 1813 gebildeten Ruralgemeinde Gerhardshofen zugeordnet.

### Baudenkmäler
- Haus Nr. 2: evang.-luth. Filialkirche St. Katharina[11]
- Scheune am östlichen Ortsausgang, konstruktives Fachwerk; zwischen den Scheunentoren Flachrelief mit Pferdefuhrwerk und Inschrift: „Johan Kolb / SOLO“ (sic!) „DEO GLORJA / 1826“[12]

### Einwohnerentwicklung
| Jahr      | 001818 | 001840 | 001861 | 001871 | 001885 | 001900 | 001925 | 001950 | 001961 | 001970 | 001987 | 002016 | 002020 |
| Einwohner | 86     | 113    | 101    | 99     | 109    | 77     | 84     | 106    | 84     | 83     | 58     | 55     | 61     |
| Häuser    | 20     | 18     |        |        | 16     | 15     | 14     | 14     | 15     |        | 16     |        |        |
| Quelle    | [ 14 ] | [ 15 ] | [ 16 ] | [ 17 ] | [ 18 ] | [ 19 ] | [ 20 ] | [ 21 ] | [ 22 ] | [ 23 ] | [ 24 ] | [ 25 ] | [ 1 ]  |

## Religion
Der Ort ist seit der Reformation evangelisch-lutherisch geprägt und bis heute nach St. Peter und Paul (Gerhardshofen) gepfarrt.